# Luis Ortega
Pour les articles homonymes, voir Ortega.
Luis Ortega Salazar, né le 12 juillet 1980 à Buenos Aires, est un réalisateur et scénariste argentin. Il travaille dans le cinéma argentin.

## Biographie
Ortega a suivi des cours de cinéma à l'Universidad del Cine à Buenos Aires.
Il a écrit le scénario de son film Black Box quand il avait 19 ans.
Son travail au cinéma a été bien reçu par les critiques de films. Diana Sanchez a dit « Avec seulement deux longs métrages... Luis Ortega est déjà considéré comme l'une des voix directoriales argentines les plus impressionnantes et originales. Son premier long métrage, Black Box, se démarquait des critiques sociales qui caractérisaient les films argentins contemporains. »

## Filmographie

### Réalisateur et scénariste

#### Cinéma
- 2002 : Caja negra ou Black Box
- 2005 : Monobloc
- 2014 : Lulu
- 2018 : L'Ange (El Ángel)
- 2024 : Kill the Jockey

#### Série télévisée
- 2015 : Historia de un clan (série télévisée)
- 2016 : El Marginal (série télévisée)